# Ruslan Mashurenko
Ruslan Olexandrovich Mashurenko –en ucraniano, Руслан Олександрович Машуренко– (13 de marzo de 1971) es un deportista ucraniano que compitió en judo.
Participó en los Juegos Olímpicos de Sídney 2000, obteniendo una medalla de bronce en la categoría de –90 kg. Ganó dos medallas de bronce en el Campeonato Europeo de Judo, en los años 1995 y 2000.

## Palmarés internacional
| Juegos Olímpicos   | Juegos Olímpicos         | Juegos Olímpicos  | Juegos Olímpicos |
| Año                | Lugar                    | Medalla           | Categoría        |
| ------------------ | ------------------------ | ----------------- | ---------------- |
| 2000               | Sídney (Australia)       | Medalla de bronce | –90 kg           |
| Campeonato Europeo |                          |                   |                  |
| Año                | Lugar                    | Medalla           | Categoría        |
| 1995               | Birmingham (Reino Unido) | Medalla de bronce | –86 kg           |
| 2000               | Breslavia (Polonia)      | Medalla de bronce | –90 kg           |